# Schweizer Rugby-Union-Meisterschaft 2006
Die Saison 2006 war die 35. Austragung der Schweizer Rugby-Union-Meisterschaft, der vom Schweizerischen Rugbyverband organisierten Meisterschaft der Schweiz in der Sportart Rugby Union.

## Modus
Die Punkte wurden wie folgt verteilt:
- 4 Punkte bei einem Sieg
- 2 Punkte bei einem Unentschieden
- 0 Punkte bei einer Niederlage (vor möglichen Bonuspunkten)
- 1 Bonuspunkt für vier oder mehr Versuche, unabhängig vom Endstand
- 1 Bonuspunkt bei einer Niederlage mit sieben oder weniger Punkten Unterschied
- 1 Minuspunkt nach der dritten roten Karte und nach jeder weiteren roten Karte, ebenso bei einer Forfaitniederlage

## Nationalliga A
Der Schweizerische Rugbyverband hatte entschieden, wieder zum gewohnten Meisterschaftsrhythmus zurückzukehren, der über den Jahreswechsel hinaus geht. Um die dadurch entstehende Wartezeit zu überbrücken, fand vom 1. April bis 24. Juni 2006 eine relativ kurze Übergangsmeisterschaft statt. In der höchsten Spielklasse, der Nationalliga A, traten sechs Teams in einer einfachen Round Robin gegeneinander an. Der Sieger Genève RC holte zum ersten Mal den Meistertitel. Aufgrund der bevorstehenden Aufstockung auf acht Teams gab es keine Absteiger.

### Teams
Die folgenden sechs Teams spielten in der Saison 2006 in der Nationalliga A:
| Mannschaft   | Stadion                    | Gemeinde, Kanton                          |
| ------------ | -------------------------- | ----------------------------------------- |
| RC Avusy     | Stade d’Athenaz            | Avusy, Kanton Genf                        |
| Genève RC    | Centre sportif de Vessy    | Veyrier, Kanton Genf                      |
| Hermance RRC | Stade Marius Berthet       | Chens-sur-Léman, Département Haute-Savoie |
| Nyon RC      | Centre sportif de Colovray | Nyon, Kanton Waadt                        |
| RC Yverdon   | Stade Municipal            | Yverdon-les-Bains, Kanton Waadt           |
| RC Zürich    | Sportanlage Allmend Brunau | Zürich, Kanton Zürich                     |

### Tabelle
M = Amtierender Meister
|    | Team             | Spiele | Siege | Unent. | Ndlg. | Spiel- punkte | Diff. | Bonus- punkte | Minus- punkte | Tabellen- punkte |
| -- | ---------------- | ------ | ----- | ------ | ----- | ------------- | ----- | ------------- | ------------- | ---------------- |
| 1. | Genève RC        | 4      | 4     | 0      | 0     | 93:63         | + 30  | 0             |               | 17               |
| 2. | RC Zürich        | 5      | 3     | 0      | 2     | 102:70        | + 32  | 3             |               | 15               |
| 3. | Nyon RC          | 5      | 3     | 0      | 2     | 102:70        | + 32  | 3             |               | 15               |
| 4. | Hermance RRC (M) | 5      | 2     | 0      | 3     | 73:78         | − 5   | 2             | − 1           | 9                |
| 5. | RC Avusy         | 4      | 2     | 0      | 2     | 52:61         | − 9   | 1             |               | 9                |
| 6. | RC Yverdon (B)   | 5      | 0     | 0      | 5     | 27:78         | − 51  | 0             | − 1           | − 1              |

## Nationalliga B
Die zweithöchste Spielklasse, die Nationalliga B, bestand ebenfalls aus einer einfachen Round Robin mit sechs Teams. Die zwei Bestplatzierten stiegen in die Nationalliga A auf, Absteiger gab es keine.

C = Aufsteiger aus der Nationalliga C
|    | Team                       | Spiele | Siege | Unent. | Ndlg. | Spiel- punkte | Diff. | Bonus- punkte | Tabellen- punkte |
| -- | -------------------------- | ------ | ----- | ------ | ----- | ------------- | ----- | ------------- | ---------------- |
| 1. | RFC Basel                  | 5      | 5     | 0      | 0     | 164:77        | + 87  | 4             | 24               |
| 2. | Stade Lausanne RC          | 5      | 4     | 0      | 1     | 167:55        | + 112 | 5             | 21               |
| 3. | RC CERN                    | 5      | 2     | 0      | 3     | 150:100       | + 50  | 4             | 12               |
| 4. | RC Bern                    | 5      | 2     | 0      | 3     | 94:146        | − 52  | 0             | 8                |
| 5. | Neuchâtel-Sports RC        | 5      | 2     | 0      | 3     | 50:114        | − 64  | 0             | 8                |
| 6. | Albaladejo RC Lausanne (C) | 5      | 0     | 0      | 5     | 34:167        | − 133 | 0             | 0                |